# Suedehead
 (mars 2023).
 (juin 2021).
Si vous disposez d'ouvrages ou d'articles de référence ou si vous connaissez des sites web de qualité traitant du thème abordé ici, merci de compléter l'article en donnant les références utiles à sa vérifiabilité et en les liant à la section « Notes et références ».

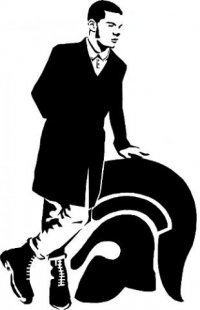
Pochoir suedehead.

La sous-culture Suedehead était une ramification issue du mouvement Skinhead du début des années 1970 au Royaume-Uni. Malgré de nombreuses similitudes avec les skinheads des années 1960, les suedeheads portent les cheveux plus longs et s’habillent de manière plus élégante. Bien qu’appartenant à la classe ouvrière comme les skinheads qui les précédèrent, certains suedeheads avaient des emplois de bureau. L’équivalent féminin du suedehead est la sort.
En termes de chaussures, les suedeheads portaient principalement des "brogues", des "loafers" ou des "basketweave Norwegians", au lieu des lourdes bottes associées aux skinheads. Les suedeheads commencèrent à porter des costumes (surtout à motif à carreaux comme le Prince de Galles ou en pied de poule), aussi bien que des complets plus habillés, comme vêtements de tous les jours et plus seulement pour aller au club le soir. Les pardessus de style crombie et en peau de mouton devinrent les manteaux les plus courants parmi les suedeheads. Les chemises favorites des suedeheads avaient souvent le col large et boutonné. Le style de chemise le plus souvent adopté était le modèle à grands carreaux porté sous un gilet (tank top (en)). Les pantalons Sta-prest (en) devinrent plus portés que les jeans, qui étaient devenus banals avec les skinheads. Une des caractéristiques uniques des suedeheads était le port de chaussettes de couleurs - en bleu ou rouge plein par exemple - à la place des chaussettes noires ou blanches unies.
Musicalement, les suedeheads partageaient l’intérêt des skinheads pour le reggae, la soul et le ska, mais le son avait évolué pour devenir plus lent et soulful. Certains suedeheads écoutaient aussi des groupes de glam rock britanniques, comme The Sweet, Slade et Mott the Hoople.
Les suedeheads ont été dépeints dans le film se déroulant dans le quartier d'East End à Londres : Bronco Bullfrog (1969), ainsi que dans le roman de Richard Allen : Suedehead (1972). En 1977 et 1978, un renouveau suedehead se développa, suivant le "Skinhead Revival" de 1977. Cela commença avec une poignée de personnes comme Hoxton Tom McCourt, bassiste/compositeur et leader du groupe de Oi! The 4-Skins, qui s’impliqua également dans le "Revival" des Mods fin 1978 - début 1979. Morrissey a sorti un single appelé Suedehead en 1988, bien que les paroles de la chanson n’aient rien à voir avec la sous-culture suedehead.
Dans les années 2000, le groupe Suedehead mené par Davey Warsop se forme.

### Filmographie
- Morrissey - Suedehead, Youtube